# アイスランド系移民村

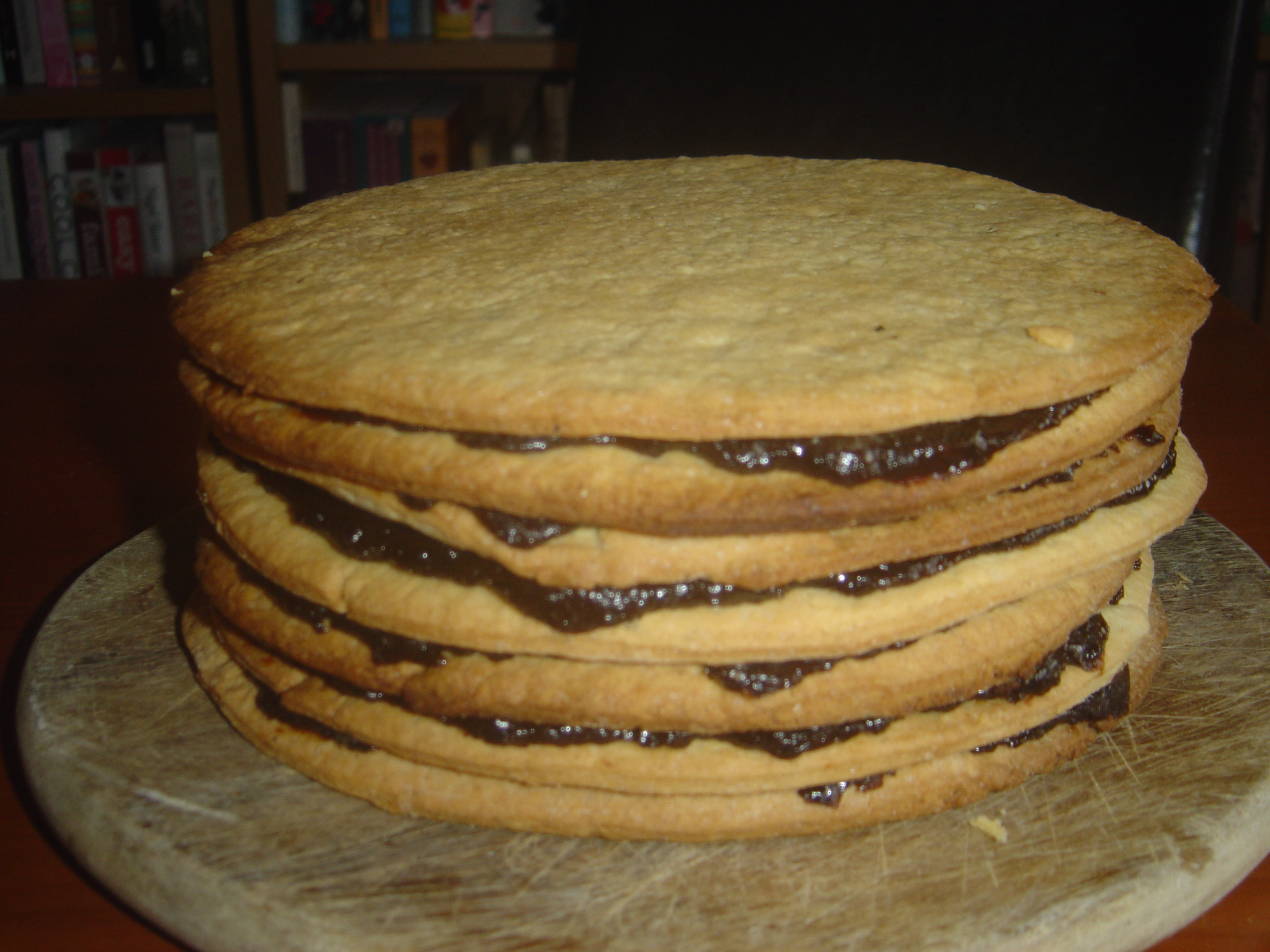
ヴィンナタルター（白砂糖ケーキ）はアイスランド本国よりもこの移民村の物が有名だと言われている。

アイスランド系移民村（アイスランドけいいみんむら）は、19世紀からカナダのマニトバに存在したアイスランド移民の居住地域である。別名ニュー・アイスランド（New Iceland/Nýja Ísland）とも言う。
19世紀のアイスランドは火山などの災害で自然環境が悪かったため、数千名のアイスランド人は北米に移住、ウィニペグ湖の近辺にアイスランド系移民村を建てた。当初はカナダ政府から独立していたが、ペストの影響でカナダに吸収されていった。現在は移民村の中心であったギムリ・ヘックラー島などで毎年「新アイスランド祭り」（Íslendingadagurinn）がある。

## その他
- カナダ政府の中央統計局によると、現在マニトバに在住するアイスランド系の住民は26,000人[1] でアイスランド系カナダ人の約35%[2] がマニトバに在住している。
- 北米で一番大きいアイスランド系新聞社である「ロッグペルグ・ヘイムスクリングラ」の本社がマニトバのウィニペグにある。
- 北米に到着した最初のアイスランド人には10世紀末から11世紀初め頃に活動したアイスランド生まれのレイフ・エリクソンだともいう。
- アイスランド系アメリカ人とカナダ人はアイスランド語で「ヴェストゥール・イスレンディンガール（Vestur-Íslendingar：西アイスランド人）」ともいう。

## リンク
- ニュー・アイスランド博物館のページ
- ロッグペルグ・ヘイムスクリングラ（北米アイスランド系新聞・出版社）
- 新アイスランド祭り (Íslendingadagurinn)